# Algeciras BM
Algeciras BM (Algeciras Balonmano) ist ein ehemaliger spanischer Handballverein aus der Stadt Algeciras.
Der Verein wurde 1966 als San Miguel BM gegründet. Er spielte mehrere Spielzeiten in der Liga ASOBAL, der höchsten spanischen Spielklasse.

## Bekannte ehemalige Spieler
- Eduardo Filipe Coelho
- Petar Nenadic
- Borko Ristovski
- Valero Rivera
- Stian Vatne
- Sergei Pogorelow